# Штоф, Карл
Карл Густаф Вильхельм Штоф (швед. Karl Gustaf Vilhelm Staaf; 6 апреля 1881, Стокгольм — 15 февраля 1953, Мутала) — шведский легкоатлет и перетягиватель каната, чемпион летних Олимпийских игр 1900.
В легкоатлетических соревнованиях на Играх Штааф занял пятое место в метании молота и седьмое в прыжке с шестом. В тройном прыжке и тройном прыжке с места его результаты точно неизвестны, но известно что в первом состязании он занял позицию выше седьмой, а во втором — выше пятой. В перетягивании каната его команда заняла первое место, обыграв в единственной встрече французов.